# Régiments d'infanterie français d'Ancien Régime (T)
Cet article présente la liste des régiments d'infanterie français d'Ancien Régime, commençant par la lettre T.

## T
- Régiment de Talaru (1745-1758)

C'est l'ancien régiment de Revel (1742-1745), qui est renommé « régiment de Talaru » le 2 janvier 1745 et qui prend le nom de régiment de Mazarin le 15 janvier 1758. Le 10 février 1749, il reçoit l'incorporation du régiment de Beauce (1684-1749).

Régiment de Talaru (1745-1758)
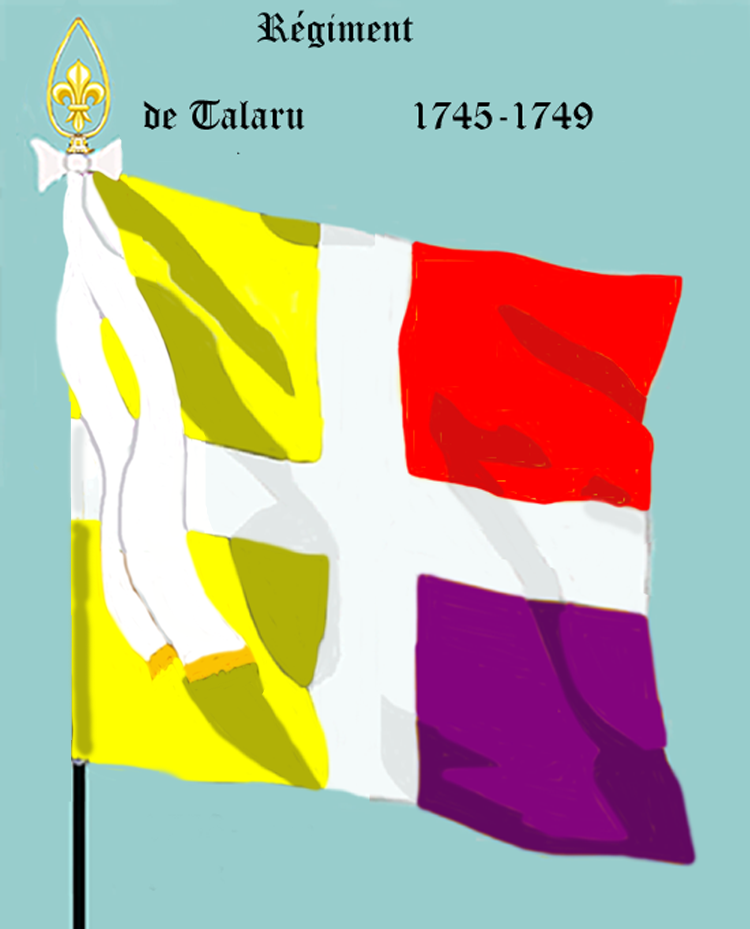
de 1745 à 1758

- Régiment de Talaru (1758-1761)

C'est l'ancien régiment de Mailly, qui est renommé « régiment de Talaru » en 1758 et qui prend le nom de régiment de Chastellux en 1761.

Régiment de Talaru (1758-1761)
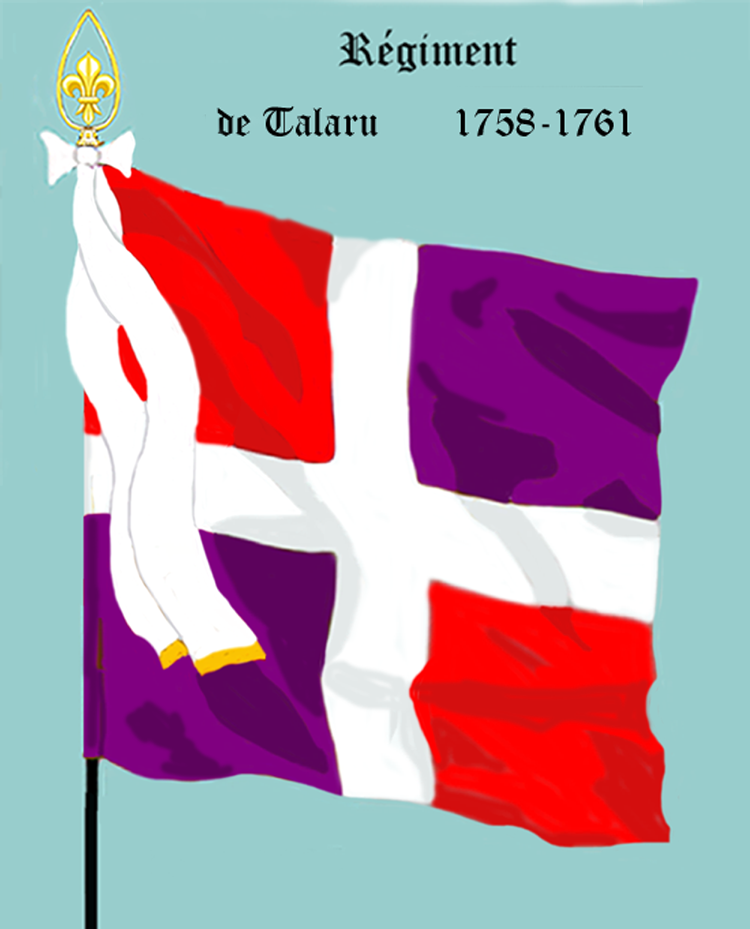
de 1758 à 1761

- Régiment de Talbot 

C'est l'ancien régiment de Leé (1693-1694), qui est renommé « régiment de Talbot » le 25 août 1694 après avoir été donné à Richard Talbot. Il prend le nom de régiment de Clare le 8 avril 1696 après avoir été donné à Charles O'Brien vicomte de Clare.

Régiment de Talbot
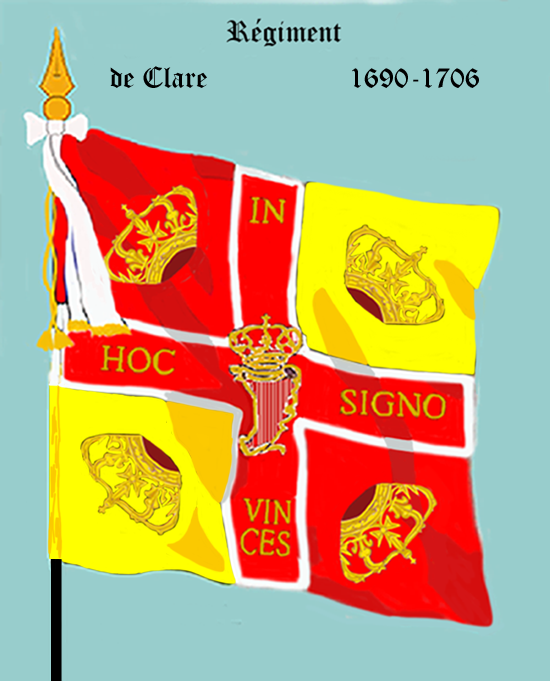
de 1690 à 1706

- Régiment de Talende (1695-1698)

Ce régiment est levé le 5 novembre 1695 par Antoine de Pons, chevalier de Talende. Engagé dans la guerre de la Ligue d'Augsbourg, il sert sur les côtes de Flandre. Il est incorporé le 30 décembre 1698, après le traité de Ryswick dans le régiment d'Auvergne.
- Régiment de Talende (1702-1705)

Ce régiment est levé le 25 juillet 1702 par Antoine de Pons, chevalier de Talende. Engagé dans la guerre de Succession d'Espagne, il sert à l'armée de Flandre puis il passe sur la Moselle en 1704. Il prend le nom de régiment de Duchay après avoir été donné en juin 1705 à N. Duchay.
- Régiment de Tallard (1621-1624)

Le régiment est levé le 7 juillet 1621 par N. Bonne de Tallard dans le cadre de la guerre de Trente Ans. Il sert en Dauphiné et en Piémont et est détruit en 1624 au siège de Gavi.
- Régiment de Tallard (1707-1739)

C'est l'ancien régiment de Tessé, qui est renommé « régiment de Tallard » en 1707. Le 17 janvier 1714, il reçoit l'incorporation du régiment d'Artagnan-Montesquiou (1702-1714) et du régiment de Conflans-Saint-Rémy. Le 22 mai 1714, il reçoit l'incorporation du régiment de Lachau-Montauban. Le 20 septembre 1714, il reçoit l'incorporation du régiment de Turbilly. Le 30 juillet 1715 il reçoit l'incorporation du régiment de Masselin. Il prend le nom de régiment de Monaco en 1739.

Régiment de Tallard (1707-1739)
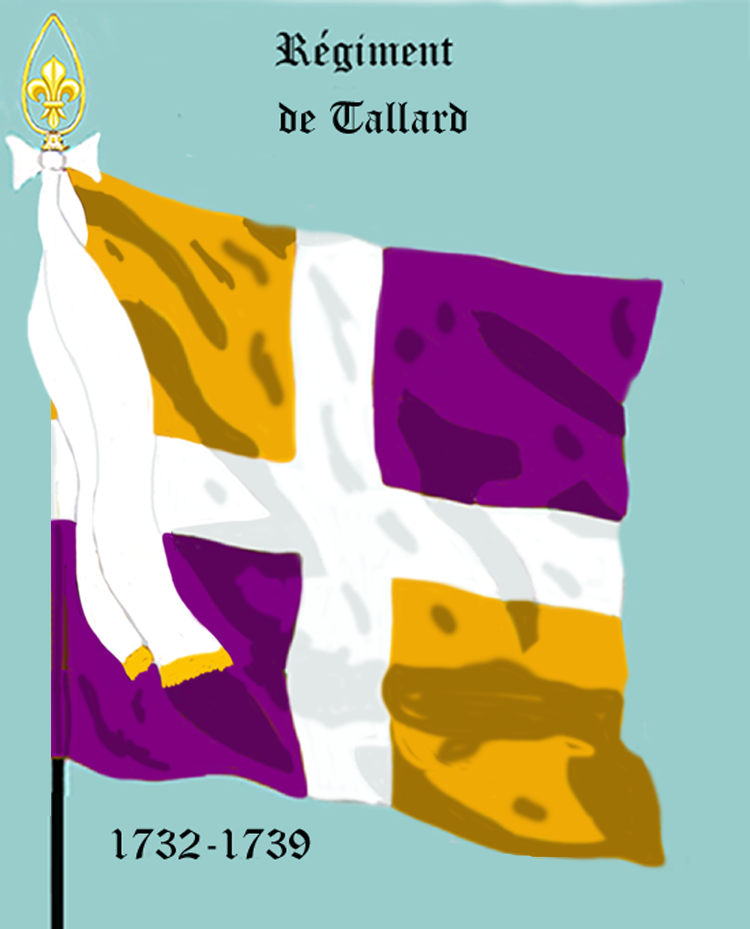
de 1732 à 1739

- Régiment de Talleyrand

C'est l'ancien régiment de Clairfontaine, qui est renommé « régiment de Talleyrand » après avoir été donné en 1712 à N. de Talleyrand. Engagé dans la guerre de Succession d'Espagne il participe au siège de Barcelone en 1714, durant lequel le colonel y est tué. Il prend le nom de régiment de Maulevrier onné à N. de Maulevrier.
- Régiment de Tammann (1562-1562) 

C'est l'ancien régiment de Froelich, qui est renommé « régiment de Tammann » après la mort de Guillaume Froelich le 4 décembre 1562. Son successeur Gebhard Tammann, de Lucerne est tué à la tête de son régiment, avec dix-sept officiers lors de la bataille de Dreux le 19 décembre 1562. Il a pour successeur Louis Pfiffer qui donne son nom au régiment et devient le régiment de Pfiffer.
- Régiment de Tammann (1573-1573) 

Ce régiment suisse est amené le 11 avril 1573, par Gebhard Tammann, de Lucerne dans le cadre de la quatrième guerre de Religion.. Engagé au siège de la Rochelle, Tammann meurt et est remplacé par Jean Krafft, de Lucerne, qui donne son nom au régiment. Le régiment est congédié 12 novembre 1573, sauf deux compagnies.
- Régiment de Tanner (1574-1575) 

C'est l'ancien régiment d'In der Halden (1574-1574), qui est renommé « régiment de Tanner » après avoir été donné en 1574 à Sébastien Tanner, d'Uri. Engagé dans la cinquième guerre de Religion le régiment est presque détruit par Lesdiguières et Montbrun près de Die, 12 et 13 juin 1575 et son colonel est tué. Les débris du régiment sont alors réunis au régiment de Zurmatten.
- Régiment de Tanner (1575-1575) 

Le régiment est levé en Suisse, le 30 juin 1575, par N. Tanner, d'Uri, dans le cadre de la cinquième guerre de Religion. Il sert en Dauphiné et est congédié la même année.
- Régiment de Tardieu

Ce régiment est levé à Paris le 4 août 1636 par N. de Tardieu dans le cadre de la guerre de Trente Ans. Il participe à la reprise de Corbie et est licencié après la campagne de 1636.
- Régiment de Tarente

Le régiment est levé en 1650, par N. de La Trémouille, prince de Tarente. Il participe à la bataille de Rethel en 1650 et il est licencié après la campagne.
- Régiment de Tarnault

Le régiment est levé le 14 mai 1702 par N. de Tarnault. Engagé dans la guerre de Succession d'Espagne il sert à l'armée d'Italie. Il prend le nom de régiment de Boissieux le 16 février 1707 après avoir été donné à Louis de Frétat, comte de Boissieux.
- Régiment de Tavannes (1632-1648)

Ce régiment est levé le 16 août 1632 par Henri de Saulx, marquis de Tavannes. Il sert en Languedoc puis est réformé en octobre 1632. Rétabli le 24 juin 1639, il sert d'abord en Franche-Comté puis il passe en Italie en 1640 et revient en Franche-Comté en 1642. Employé contre les Croquants du Rouergue en 1643, il passe à l'armée de Catalogne en 1644 puis à l'armée de Picardie en 1646. Il est licencié en 1648.
- Régiment de Tavannes (1702-1714)

Ce régiment est levé le 14 mai 1702 par Charles-Henri-Gaspard de Saulx, vicomte de Tavannes. Engagé dans la guerre de Succession d'Espagne il sert à l'armée du Rhin en 1702, à l'armée de Bavière en 1703, participe à la bataille d'Höchstädt en 1704, puis il est placé en 1705 dans les lignes de la Lauter, et aux sièges de Landau et de Fribourg en 1713. Il est incorporé le 21 janvier 1714 dans le régiment de La Gervasais.
- Régiment de Téligny 

C'est un régiment protestant, formé en septembre 1568, dans le cadre de la troisième guerre de Religion, par Charles de Téligny. Il sert en Poitou et est licencié le 8 août 1570 à la paix de Saint-Germain-en-Laye.
- Régiment de Témérec 

C'est un régiment ligueur, levé en 1596, en Bretagne, dans le cadre de la huitième guerre de Religion, par N. de Témérec. Il est détruit la même année près de Rennes.
- Régiment de Tessé (1628-1632)

Ce régiment est levé le 8 février 1628 par René de Froulay, comte de Tessé dans le cadre de la répression de la troisième rébellion huguenote. Il participe au siège de La Rochelle et est réformé en novembre 1628 après la capitulation de la cité protestante. Il est rétabli le 6 février 1632 et participe à la bataille de Castelnaudary. Il est licencié en octobre 1632.

Régiment de Tessé (1731-1734)
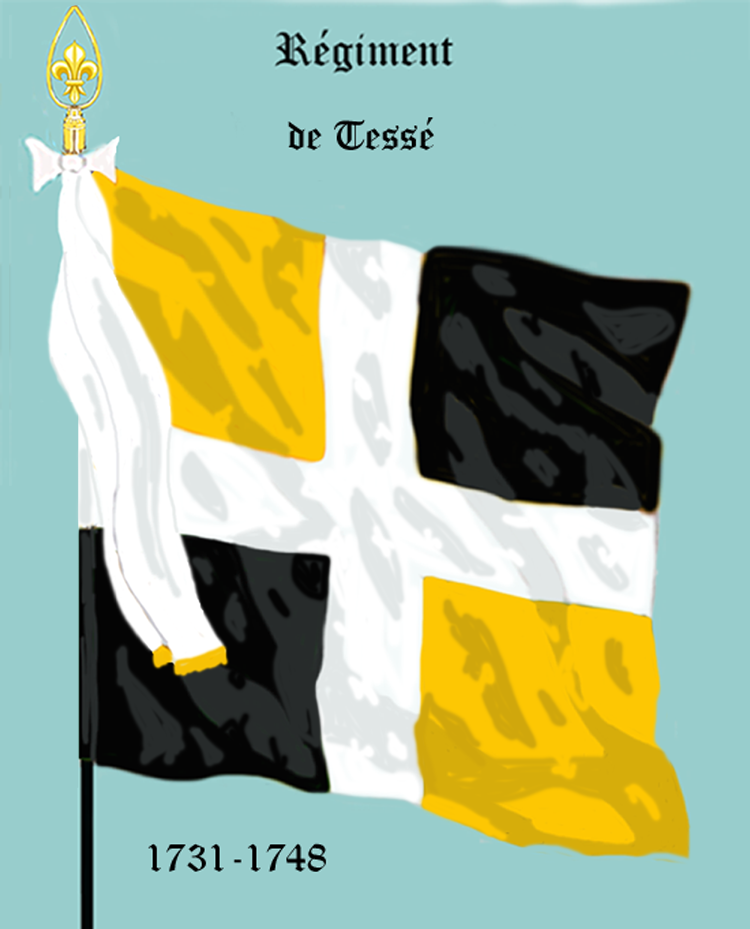
de 1731 à 1734

C'est l'ancien régiment de La Trémouille (1728-1731), qui est renommé « régiment de Tessé » le 24 septembre 1731 et qui prend le nom de régiment de Senneterre (1734-1739) le 21 août 1734.
- Régiment de Tessé (1731-1734)
- de 1731 à 1734

- Régiment de Tessé (1689-1703)

Ce régiment est levé le 28 mai 1689 par René de Froulay, comte de Tessé. Engagé dans la guerre de la Ligue d'Augsbourg, il fait les campagnes de 1689 et 1690 sur le Rhin, participe à la conquête de la Savoie et de Nice en 1691, à la campagne de 1692 dans le Béarn, à la défense de Pignerol en 1693 puis rejoint l'armée de Flandre, se trouve au siège de Deynze en 1695 et fait les campagnes de 1696 et 1697 sur la Meuse. Il est donné le 1er septembre 1699 à René Mans de Froulay, marquis de Tessé, fils du précédent. Dans le cadre de la guerre de Succession d'Espagne, il rejoint l'armée de Flandre en 1701 avec laquelle il participe au siège de Nimègue en 1702 et rejoint l'armée du Rhin en 1703 et se trouve à la défense de Bonn, et au sièges de Brisach et de Landau en 1703. Il prend le nom de régiment de Sanzay après avoir été donné le 17 octobre 1703, à Lancelot de Turpin de Crissé, comte de Sanzay.

Régiment de Tessé (1689-1703)
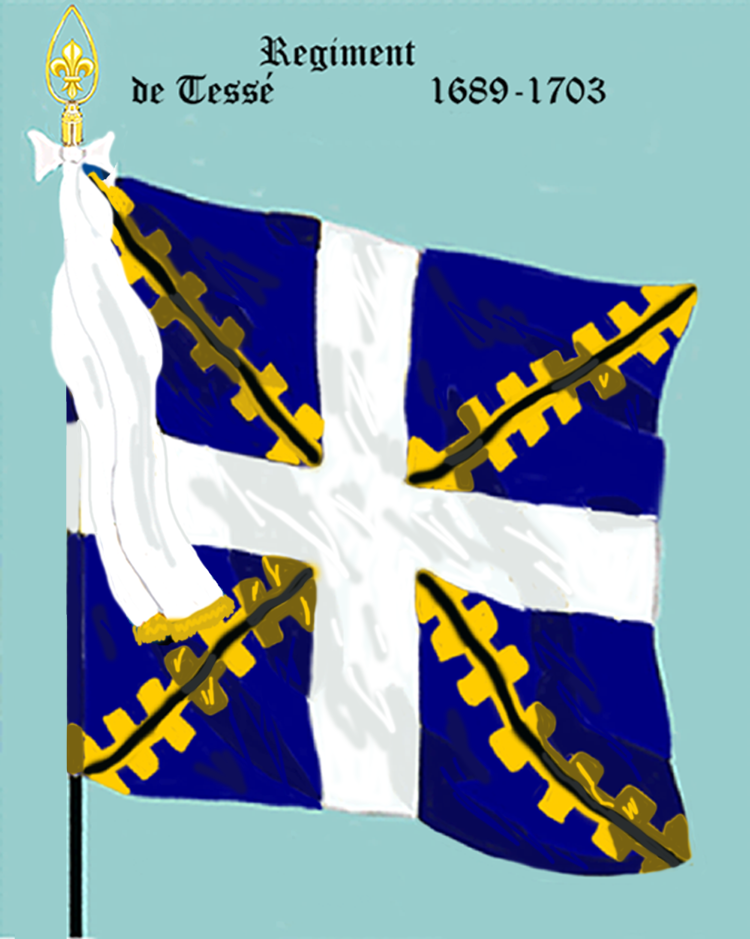
de 1689 à 1703

- Régiment de Tessé (1703-1707)

C'est l'ancien régiment de Sault, qui est renommé « régiment de Tessé » en 1703 et qui prend le nom de régiment de Tallard en 1707.

Régiment de Tessé (1703-1707)
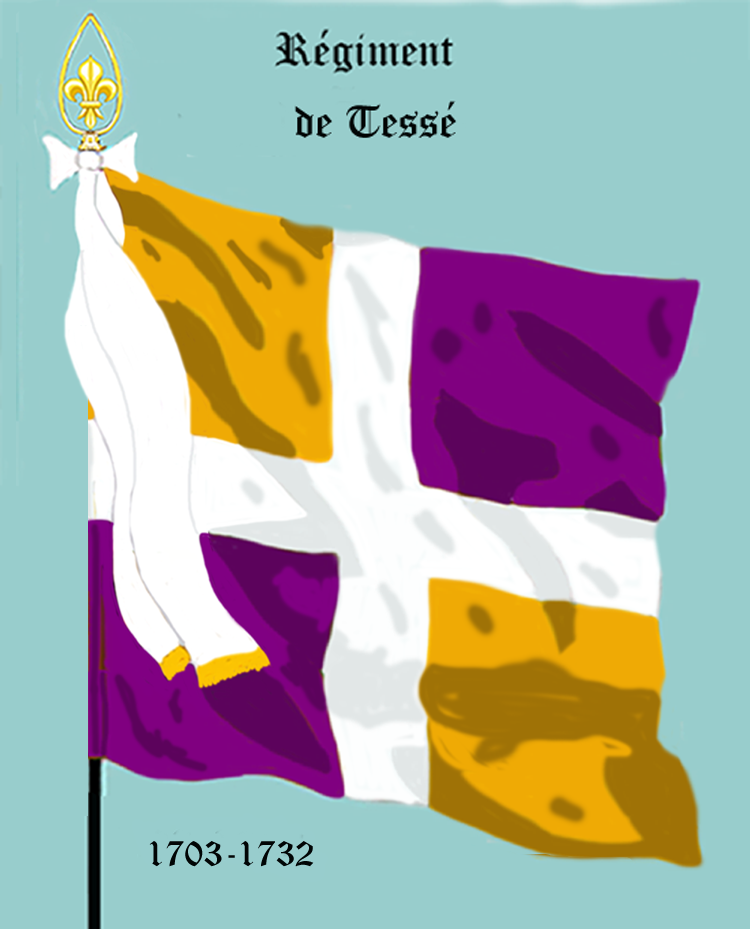
de 1703 à 1732

- Régiment de Tessé (1704-1705) 

Ce régiment savoisien est formé le 7 mars 1704, par René de Froulay, comte de Tessé, avec des milices de Savoie. Engagé dans la guerre de Succession d'Espagne il sert dans l'armée des Alpes. Il est licencié le 25 janvier 1705.
- Régiment de Tessé (1705-1707)

C'est l'ancien régiment de Bellaffaire (1702-1705), qui est renommé « régiment de Tessé » après avoir été donné le 30 août 1705 à René-François de Froulay, chevalier de Tessé. Engagé dans la guerre de Succession d'Espagne, il participe aux sièges de Barcelone et de Carthagène en 1706, et à la bataille d'Almansa en 1707. Il prend le nom de régiment de Bulkeley (1707-1709) après avoir été donné le 11 mai 1707 à François, comte de Bulkeley.
- Régiment de Thémines

Ce régiment est levé 3 février 1617 par Pons Charles de Lauzières, marquis de Thémines. Il sert en Savoie et est licencié le 1er décembre 1616. Il participe au sièges de Château-Porcien, en 1616 et à celui de Rethel en 1617. Réformé le 1er mai 1617 il est rétabli le 3 mai 1620 dans le cadre des rébellions huguenotes, il se trouve, en 1621, au siège de Saint-Jean-d'Angély et blocus de la Rochelle et est réformé à la fin de la campagne. Rétabli de nouveau le 11 août 1627 il participe de nouveau au siège de la Rochelle et est licencié en novembre 1628 après la capitulation de la cité protestante.
- Régiment de Théobon

Ce régiment est levé 26 février 1619 par de Charles de Rochefort-Saint-Angel, marquis de Théobon. Il est licencié le 2 juin 1619.
- Régiment de Théval

Ce régiment levé en mai 1585, par N. de Théval, dans le cadre de la huitième guerre de Religion est licencié la même année.
- Régiment de Thézut

C'est l'ancien régiment d'Hérouville, qui est renommé « régiment de Thézut » après avoir été donné en 1704 à N. de Thézut. Engagé dans la guerre de Succession d'Espagne, il prend le nom de régiment de Conflans-Saint-Rémy après avoir été donné le 30 décembre 1710 à Alexandre-Philippe, chevalier de Conflans-Saint-Rémy.
- Régiment de Thianges (1688-1702)

C'est l'ancien régiment de Vivonne (1676-1688), qui est renommé « régiment de Thianges » le 25 septembre 1688 après avoir été donné à Claude-Henri-Philibert de Damas, marquis de Thianges. Dans le cadre de la guerre de la Ligue d'Augsbourg, il participe à la prise de Philippsburg, de Mannheim et de Frankenthal en 1688, à la défense de Bonn en 1689. Il rejoint l'armée de Piémont en 1691 et se trouve avec elle aux prises de Villefranche, de Montalban, de Saint-Ospizio (Sant'Ospizio), de Nice, de Veillane, de Carmagnola et de Montmélian en 1691. Affecté à l'armée de Flandre en 1692, il se trouve à la bataille de Steinkerque en 1692, à la bataille de Neerwinden et au siège de Charleroi en 1693 et effectue les campagnes de 1694 et 1695 en Allemagne, les campagnes de 1696 et 1697 sur la Meuse. Il rejoint l'armée de Flandre en 1701 dans le cadre de la guerre de Succession d'Espagne puis prend le nom de régiment de Mortemart après avoir été donné le 30 mars 1702 à Louis de Rochechouart, duc de Mortemart.

Régiment de Thianges (1688-1702)
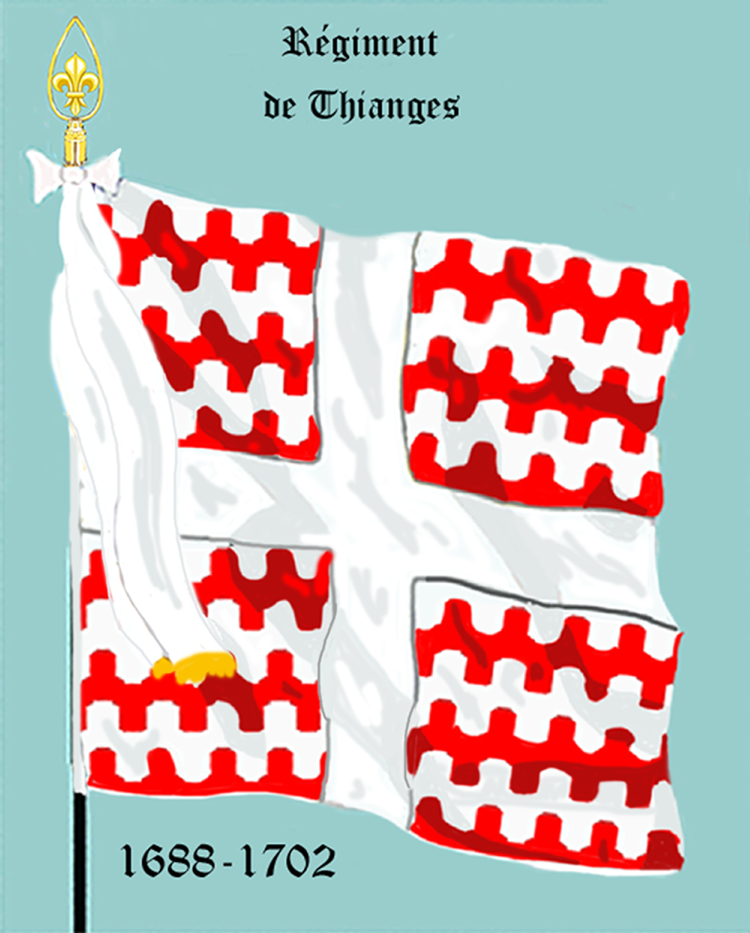
de 1688 à 1702

- Régiment de Thianges (1743-1749)

Ce régiment est formé le 3 avril 1743, avec des milices de Lorraine, par Amable-Gaspard, vicomte de Thianges. Engagé dans la guerre de Succession d'Autriche, il sert sur la frontière d'Alsace jusqu'à la paix. Il est licencié le 1er février 1749.
- Régiment de Thiérache

Le régiment est créé sous ce titre, le 4 octobre 1692, et donné à Louis Regnier, marquis de Guerchy. Engagé dans la guerre de la Ligue d'Augsbourg il est affecté l'armée d'Italie en 1693, et assiste à la bataille de La Marsaille, où le colonel a le bras fracassé. Il rejoint l'armée d'Allemagne de 1695 à 1697, retourne à l'armée d'Italie en 1701 et participe aux batailles de Carpi et de Chiari en 1701, à la bataille de Santa-Vittoria, et à la bataille et prise de Luzzara en 1702. Donné 27 août 1702 à Henri, marquis de Carrion-Nisas, il se trouve à la bataille de Castelnuovo de Bormia, et à l'expédition de Tyrol en 1703, aux sièges de Verceil, d'Ivrée et de Verrue en 1704, au siège de Chivasso, et à la bataille de Cassano en 1705, à la bataille de Castiglione en 1706, à la défense de Toulon en 1707 puis il rejoint l'armée de Dauphiné jusqu'en 1712 et l'armée d'Allemagne avec laquelle il participe aux sièges de Laudau et de Fribourg en 1713. Il est incorporé le 7 octobre 1714 dans le régiment de Navarre.
- Régiment de Thiercelin

Ce régiment est levé en mai 1585, par N. de Thiercelin marquis des Brosses, dans le cadre de la huitième guerre de Religion. En 1586 il participe à l'attaque de l'île d'Oléron et au combat de Saintes. Le régiment est détruit, en 1587, durant la bataille de Coutras. Le mestre de camp, voyant son régiment en déroute, s'assit sur le champ de bataille et y fut tué.
- Régiment du Thil

C'est l'ancien régiment de Doigny, qui est renommé « régiment du Thil » après avoir été donné le 30 avril 1704 à François-Edouard Jubert, marquis du Thil. Engagé dans la guerre de Succession d'Espagne, il participe à la défense de Lille en 1708, à la défense de Béthune en 1710, à la bataille d'Arleux en 1711 durant lequel le colonel y est mortellement blessé et est remplacé par son fils en juillet 1711. Il est licencié en 1714 après la paix.
- Régiment de Thomassin de Saint-Paul

C'est l'ancien régiment de La Tour-Maubourg, qui est renommé « régiment de Thomassin de Saint-Paul » le 23 janvier 1707 après avoir été donné à François-Lazare Thomassin de Saint-Paul. Engagé dans la guerre de Succession d'Espagne il prend le nom de régiment de La Roque (1709-1714) le 27 juillet 1709 après avoir été donné à N. de La Roque.
- Régiment de Thorigny (1574-1575)

Ce régiment est levé en Normandie, le 1er mars 1574, par Odet de Goyon de Matignon, comte de Thorigny, dans le cadre de la cinquième guerre de Religion. Il participe aux sièges de Saint-Lô, de Domfront et de Fontenay et est licencié après la campagne de 1575.
- Régiment de Thorigny (1706-1706)

Ce régiment est formé, le 1er janvier 1706, par N. de Thorigny avec deux bataillons des milices de Caen. Engagé dans la guerre de Succession d'Espagne, il prend le nom de régiment de Chambaud après avoir été donné la même année à N. de Chambaud.
- Régiment de Thouy 

Ce régiment piémontais est formé le 26 septembre 1690 par Antoine-Balthazar de Longecombe, marquis de Thouy, avec les soldats des régiments piémontais cassés cette année. Engagé dans la guerre de la Ligue d'Augsbourg, il est affecté à l'armée des Alpes, et participe au siège de Valenza en 1696 puis il passe à l'armée de Flandre en 1697, à l'armée d'Italie en 1701 avec laquelle il se trouve aux batailles de Carpi et de Chiari et il retourne à l'armée de Flandre en 1702, combat à Nimègue en 1702, et à Ekeren en 1703, puis il passe sur le Rhin et participe au siège de Brisach et reste en garnison dans cette place. Le régiment est licencié le 9 octobre 1706.
- Régiment de Tiester

C'est l'ancien régiment de Vigier (1702-1708), qui est renommé « régiment de Tiester » après avoir été donné en 1708 à N. Tiester. Engagé dans la guerre de Succession d'Espagne il est licencié le 11 février 1715.
- Régiment de Tilladet (1645-1650)

C'est l'ancien régiment d'Avernes, qui est renommé « régiment de Tilladet » après avoir été donné, le 14 janvier 1645 à Gabriel de Cassagnet, marquis de Tilladet. Il prend le nom de régiment de Navailles après avoir été donné, le 11 mars 1650 à Philippe, marquis de Navailles.
- Régiment de Tilladet (1650-1660)

Ce régiment est levé le 17 juillet 1650 par Gabriel de Cassagnet, marquis de Tilladet, pour tenir garnison à Brisach. Il est licencié en août 1660.
- Régiment de Tiraqueau

C'est l'ancien régiment de Froulay (1703-1711), qui est renommé « régiment de Tiraqueau » après avoir été donné en 1711 à N. de Tiraqueau et est engagé dans la guerre de Succession d'Espagne. Il est licencié en 1714 après le traité d'Utrecht.
- Régiment de Toiras 

Ce régiment italien est levé le 27 mars 1630, dans le cadre la guerre de Succession de Mantoue, par Jean du Caylar de Saint-Bonnet, marquis de Toiras pour tenir garnison à Casal. Il prend le nom de régiment de Rivare le 20 mars 1635.
- Régiment de Tonnay-Charente

C'est l'ancien régiment de Laval, qui est renommé « régiment de Tonnay-Charente » le 13 décembre 1729 après avoir été donné à Louis-Paul de Rochechouart, prince de Tonnay-Charente. Il prend le nom de régiment Rochechouart après avoir été remplacé le 5 décembre 1731 par son frère Charles-Auguste, duc de Rochechouart.
- Régiment de Tonneins

Le régiment est levé le 27 mars 1630, par Jean-Jacob de Caumont-La Force, marquis de Tonneins. Réformé le 11 janvier 1631, il est rétabli le 8 juillet 1631. Dans le cadre de la guerre de Trente Ans, il sert en Languedoc en 1632 qu'il quitte pour participer en 1633 aux sièges de Nancy et d'Épinal, aux prises d'Haguenau, de Saverne, de Lunéville, de La Mothe et de Bitche en 1634, au combat de Freische et prise de Spire en 1635 et au siège de Dole en 1636. Il sert en Guyenne en 1637 et participe au siège de Fontarabie en 1638. Il rejoint l'armée de Roussillon en 1639, et se trouve aux prise et défense de Salces puis en 1641 au siège d'Elne et campagne de Catalogne et participe aux siége et bataille de Lérida en 1642. Il prend le nom de régiment de Montpouillant le 15 avril 1644, après avoir été donné à Armand de Caumont-La Force, marquis de Montpouillan.
- Régiment de Tornésy

Ce régiment est levé le 15 juillet 1653 N. de Tornésy. Affecté à l'armée de Guyenne il est licencié la même année.
- Régiment du Tôt

Le régiment est levé le 9 août 1636 par Charles-Henri du Tôt dans le cadre de la guerre de Trente Ans. Il sert en Franche-Comté en 1637 et 1638 puis participe au siège d'Hesdin en 1639, au siège d'Arras en 1640 à la bataille de la Marfée en 1641, et au siège de Dieuze en 1642. Il rejoint l'armée d'Allemagne en 1643 et assiste aux sièges de Thionville et de Rothweil, ainsi qu'au combat de Dutlingen et à la bataille de Fribourg en 1644, aux batailles de Mariendhal et de Nordlingen en 1645, aux sièges d'Aschaffenbourg et d'Augsbourg en 1646, à la prise de Virton en 1647, au combat de Zusmarhausen en 1648, et à la bataille de Rethel en 1650. Il est licencié à la fin de 1652.
- Régiment de Toul artillerie

Le « régiment d'artillerie de Toul » est formé le 13 août 1765 de la brigade de Cosne du régiment Royal-Artillerie. Le « régiment de Toul » est devenu depuis la Révolution le 7e régiment d'artillerie.
- Régiment provincial d'artillerie de Toul

C'est un régiment provincial qui est créé par l'ordonnance du 30 janvier 1778. Ce régiment est formé des bataillons de Vesoul et d'Ornans sous le commandement des colonels, vicomte de Poudenx en 1778, comte d'Effiat en 1780, comte d'Aumale en 1787. Par ordonnance du 30 janvier 1778, une compagnie du régiment forme le régiment des grenadiers royaux du Comté de Bourgogne (1778-1789).
- Régiment de Toulon

Ce régiment est créé le 18 février 1772, pour le service de la flotte et des ports, et formé de deux bataillons, chacun de neuf compagnies, dont une de bombardiers, une de canonniers et sept de fusiliers. Le 26 décembre 1774, le régiment est fondu avec les régiments de Bordeaux (1772-1774), de Bayonne, de Rochefort (1772-1774), de Marseille, de Brest, de Saint-Malo et du Havre pour former le régiment d'infanterie du Corps Royal de La Marine. Le régiment avait habit bleu de roi, doublure, veste et culotte blanches, poches en travers garnies de trois boutons, manches en botte avec trois boutons; boutons blancs, galon jaune au chapeau, collet du parement et du revers, jaune-citron.
- Régiment de Toulongeon

C'est l'ancien régiment de Béarn (1636-1644), qui est renommé « régiment de Toulongeon » le 14 février 1644. Le régiment est licencié à la paix de 1648.
- Régiment de Toulouse (1592-1592) 

C'est un régiment ligueur, levé par la ville de Toulouse, en 1592, dans le cadre de la huitième guerre de Religion. Il participe à la bataille de Villemur, et est licencié la même année.
- Régiment de Toulouse (1621-1626)

Ce régiment est levé le 7 juillet 1621 par les capitouls de la ville de Toulouse, dans le cadre de la répression organisée contre les Huguenots. Son mestre de camp s'appelle Jean de La Valette de Cornusson. En 1621, il participe aux sièges de Montauban et de Monheurt. En 1622, il se trouve au siège et combat de Tonneins ou son mestre de camp y est tué et remplacé par N. de Beaupuy avec lequel il participe au siège de Montpellier. Réformé le 14 février 1623, il est rétabli en 1625 dans le cadre de la deuxième rébellion huguenotes ou il sert en Languedoc. Il est licencié le 26 mai 1626.
- Régiment de Toulouse (1684-1737)

Ce régiment est levé le 20 février 1684 pour Louis-Alexandre de Bourbon, comte de Toulouse. Le 30 décembre 1698 il reçoit l'incorporation du Régiment de Sanzay (1695-1698). Il prend en 1737 le nom de régiment de Penthièvre.
- Régiment de Touraine

C'est l'ancien régiment de La Frezelière, qui est renommé « régiment de Touraine » en mai 1636 et qui reprend sous la Fronde le nom de ses mestres de camp et devenant ainsi régiment d'Amboise du nom de son commandant Charles Jules de Neuilly d’Amboise en décembre 1650. Après avoir été dénommé au fil des années régiment de Kercado (1653), régiment de Chambellay (1654), et régiment de Montaigu (1667), il est renommé régiment de Touraine en 1673. Le 14 novembre 1691 trois compagnies sont tirées du « régiment de Touraine » pour former le régiment de Chartres. Le 14 janvier 1714 il reçoit l'incorporation du régiment de Montsoreau (1706-1714). Le 19 janvier 1714 il reçoit l'incorporation du régiment de Sebbeville. Le 12 novembre 1714 il reçoit l'incorporation du régiment de Bellisle (1710-1714). Le régiment se trouve au camp d'Aimeries-sur-Sambre en 1732. Le 10 décembre 1762, il passe à 4 bataillons après l'incorporation du régiment de Flandre. Par ordonnance du 30 janvier 1778, une compagnie du régiment forme le régiment des grenadiers royaux de la Touraine. Par ordonnance royale du 26 avril 1775, les 2e et 4e bataillons du régiment forment le régiment de Savoie-Carignan. Il devient à partir de la Révolution le 33e régiment d'infanterie de ligne.

Régiment de Touraine
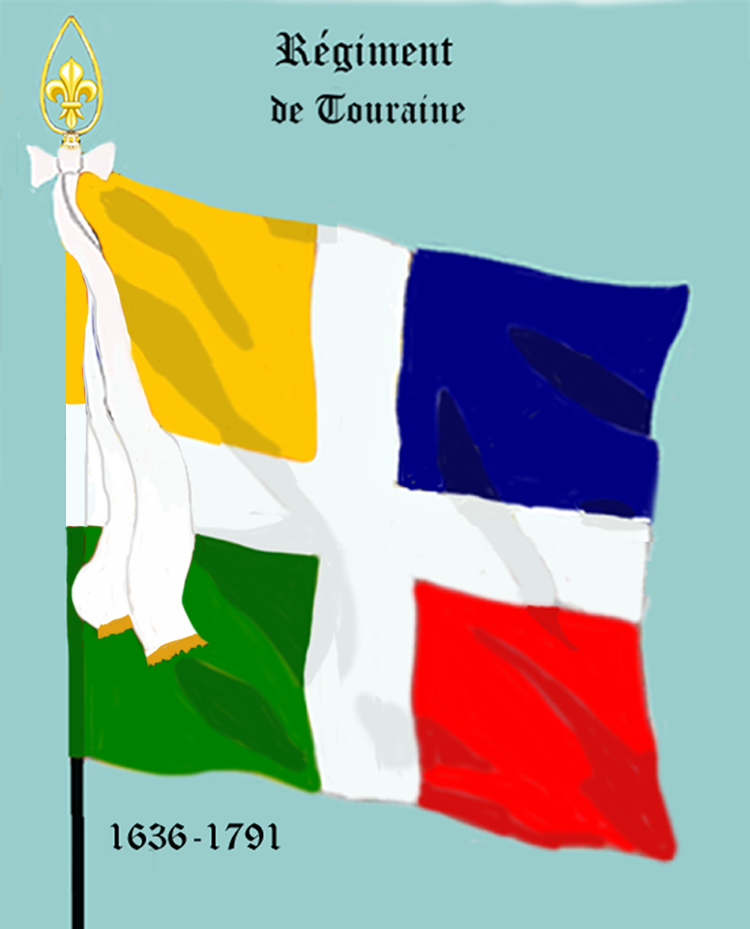
de 1636 à 1791

- Régiment de Tournaisis

Le régiment est créé sous ce titre, le 12 septembre 1684, et donné au marquis de Brouilly. Engagé dans la guerre de la Ligue d'Augsbourg, il rejoint l'armée des Alpes en 1689 et se trouve à la bataille de Staffarda en 1690. Il est donné 3 juillet 1691 à Omer Pucelle d'Orgemont, neveu de Nicolas de Catinat et participe à la défense de Casal en 1693, au siège de Valenza en 1696, puis il rejoint l'armée de Flandre, et assiste au siège d'Ath en 1697. Il part pour l'armée d'Italie en 1700 avec laquelle il participe, durant la guerre de Succession d'Espagne, aux batailles de Carpi et de Chiari en 1701 à la défense de Crémone, à la bataille de Luzzara, aux prises de Reggio et de Modène en 1702 et mis en garnison dans cette place avant de participer aux sièges de Verceil, d'Ivrée et de Verrue en 1704 et 1705. Il est donné le 16 mars 1705 à Jean-François de Biaudos, marquis de Castéjà. Il se trouve au siège de Chivasso et à la bataille de Cassano en 1705, à la bataille de Calcinato, au siège de Turin, à la bataille de Castiglione en 1706, à la défense de Toulon en 1707 et rejoint l'armée de Dauphiné en 1708 et l'armée de Flandre, avec laquelle il se trouve à la bataille de Malplaquet en 1709, à la bataille de Denain, et aux sièges de Douai, de Le Quesnoy et de Bouchain en 1712, aux sièges de Landau et de Fribourg en 1713. Durant la guerre de Succession de Pologne il participe à l'occupation de la Lorraine en 1733 et est donné le 11 mars 1734 à Joachim-Jacques Trotté, marquis de La Chétardie. Dans le cadre de la guerre de Succession d'Autriche, il sert sur les côtes de Provence en 1742 et 1743 puis rejoint l'armée d'Italie en 1744. Donné le 1er décembre 1745 au marquis de Castéjà il participe à la bataille de Plaisance en 1746. Le régiment rentré en France est employé en 1747 à la défense de la Provence et est donné le 29 septembre 1747 à Séraphin-Marie Rioult de Douilly, marquis de Curzay. Le régiment passe en Corse en janvier 1749 puis il est donné le 25 août 1749 à Jean-Armand, marquis de Joyeuse, et le 6 juin 1750 à Henri-Auguste Hellouin, marquis de Courcy. Rentré en France en 1753, il sert sur les côtes de Normandie de 1755 à 1758. Le futur général Dagobert entre au « régiment de Tournaisis » en qualité, de sous-lieutenant, 9 mars 1756. Durant la guerre de Sept Ans il rejoint l'armée d'Allemagne et se trouve à la bataille de Minden, en 1759,et à la bataille de Kloster Kampen en 1760 et il est donné le 20 février 1761 à Félix-Saint-Cyr, marquis de Gontaut-Saint-Geniez. Il occupe successivement les garnisons de Rennes, Brest et Antibes puis fait les campagnes de Corse de 1766 à 1769 puis il parcourt les garnisons d'Embrun, de Brest, de Lorient, de île d'Oléron et de Tours. Il est incorporé le 26 avril 1775 avec le régiment Royal-Italien. Le « régiment de Tournaisis » avait trois drapeaux; les carrés de ceux d'ordonnance présentaient trois bandes perpendiculaires à la hampe, une jaune entre deux rouges. La tenue du corps s'était d'abord composée d'habit et culotté blancs; collet, parements et veste rouges petits boutons jaunes; poches garnies de cinq boutons, les trois du milieu en patte d'oie; autant sur la manche; chapeau bordé d'or. En 1616, il eut le collet, le parement et le revers vert de Saxe, et les boutons blancs.

Régiment de Tournaisis
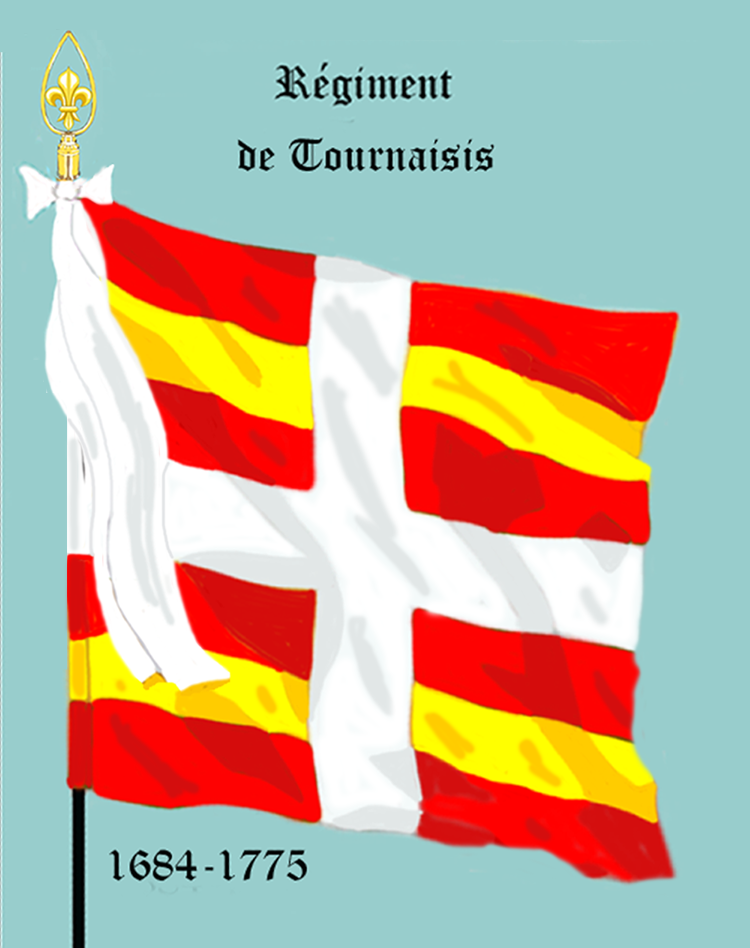
régiment de Tournaisis de 1684 à 1775

- Régiment de Tournon (1622-1635)

Le régiment est levé le 3 mars 1622 par Just-Henri, comte de Tournon-Roussillon pour participer à la répression de la première rébellion huguenote. Cette même année il participe au siège de Montpellier puis il sert en Languedoc jusqu'en 1630 et il est réformé cette même année. Il est rétabli le 20 mars 1635 par son fils, Just-Louis de Tournon, comte de Roussillon et prend le nom de régiment de Roussillon.
- Régiment de Tournon (1690-1698) 

C'est l'ancien régiment de Mérode, qui est renommé « régiment de Tournon » le 28 octobre 1690 après avoir été donné à Louis du Pasquier de Tournon. Engagé dans la guerre de la Ligue d'Augsbourg il est envoyé à l'armée des Alpes et participe à la conquête du comté de Nice et au siège de Coni en 1691, au siège de Valenza en 1696 puis il rejoint l'armée de la Meuse en 1697. Il est licencié le 30 décembre 1698.
- Régiment de Tournon (1702-1709)

Le régiment est levé le 25 juillet 1702 par Louis du Pasquier de Tournon. Engagé dans la guerre de Succession d'Espagne, il fait les campagnes de 1703 et 1704 dans le Languedoc, participe à la conquête du comté de Nice en 1705, rejoint l'armée d'Espagne avec laquelle il participe au siège de Barcelone en 1706 et rejoint l'armée de Roussillon en 1707. Il prend le nom de régiment de Payzac le 2 avril 1709 après avoir été donné à François Dumas, comte de Payzac (où Paysac, Paysat).
- Régiment de Tourpes

C'est l'ancien régiment d'Estrées (1637-1644), qui est renommé « régiment de Tourpes » en 1644 après avoir été donné à Jean d'Estrées, marquis de Tourpes, fils du précédent mestre de camp. Engagé dans la guerre franco-espagnole, il se trouve au siège de Gravelines en 1644, puis aux prises de Berghes, de Bourbourg et de Béthune en 1645. Il prend le nom de régiment de Vardes après avoir été donné le 19 juin 1646 à François René du Bec-Crespin, marquis de Vardes.
- Régiment de Tours

C'est un régiment provincial qui est créé par ordonnance du 4 août 1771, en remplacement des milices provinciales. Ce régiment est formé des bataillons de Tours, de Saumur et de Angers sous le commandement du marquis de Lescours. Le régiment est supprimé par ordonnance du 15 décembre 1775 qui fait disparaître les troupes provinciales.

Régiment de Tourville
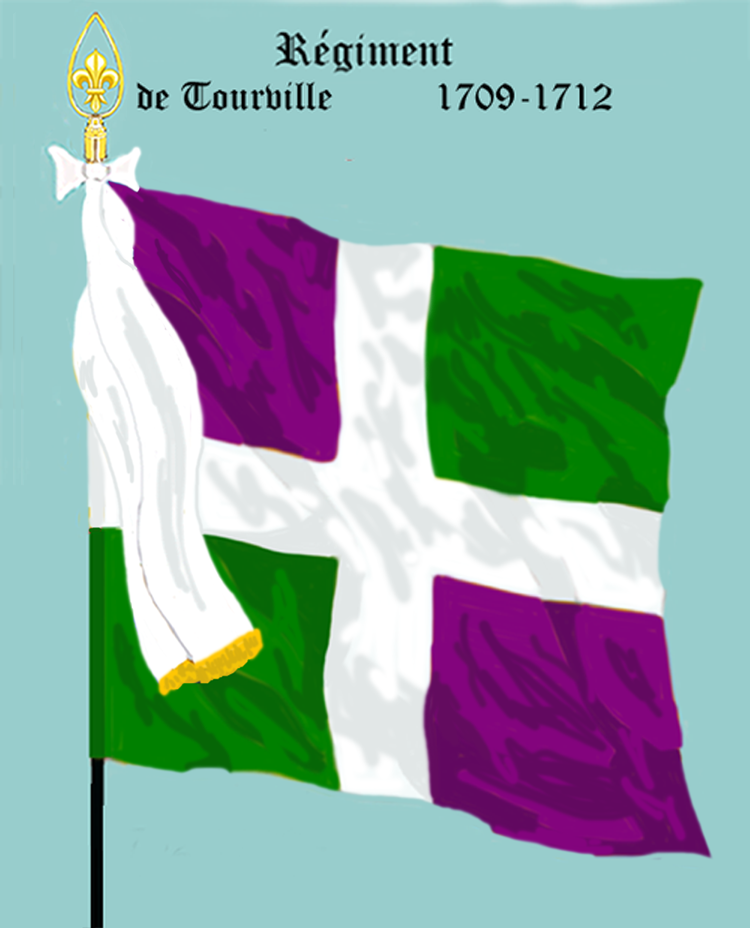
de 1709 à 1712

C'est l'ancien régiment de Coëtquen (1696-1709), qui est renommé « régiment de Tourville » le 23 février 1709 et qui prend le nom de régiment de Meuse le 30 juillet 1712.
- Régiment de Tourville
- de 1709 à 1712

- Régiment de Traisnel (1590-1597)

Ce régiment est levé le 2 avril 1590, dans le cadre de la huitième guerre de Religion, par François Jouvenel des Ursins, marquis de Traisnel. En 1591 le régiment participe aux sièges de Chartres et de Rouen, puis en 1592 au combat d'Aumale, en 1594 au siège de Laon, en 1595 à la prise de Dijon en 1596 siège de La Fère et au siège d'Amiens en 1597. Le régiment est licencié en 1597.

Régiment de Traisnel (1742-1757)
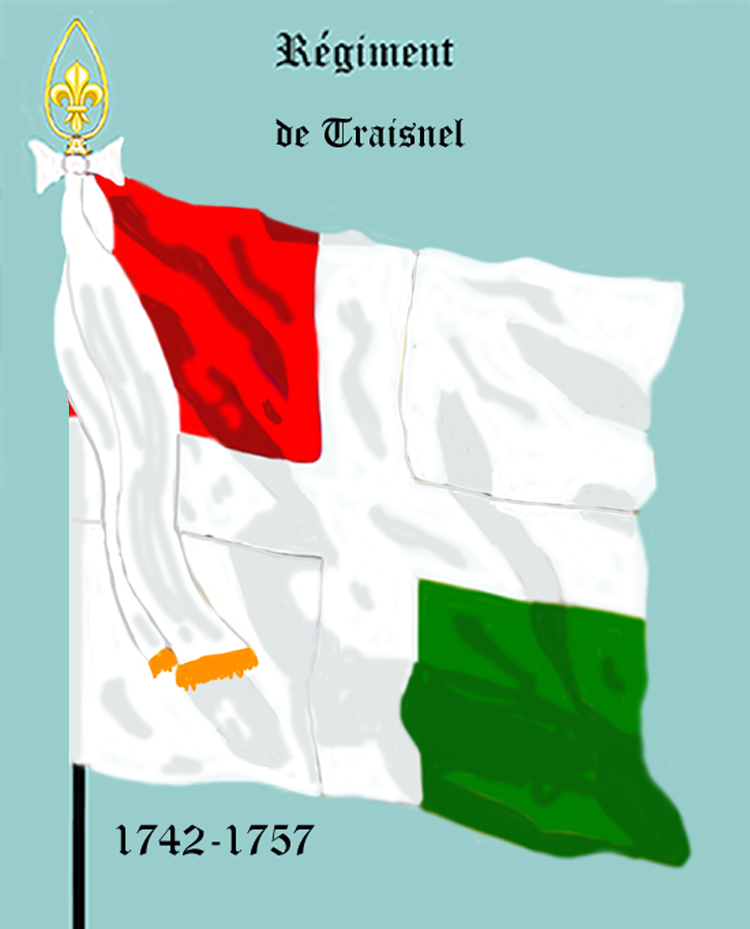
de 1742 à 1757

C'est l'ancien régiment de Montconseil, qui est renommé « régiment de Traisnel » le 9 août 1742 et qui prend le nom de régiment de Brancas (1757-1758) le 4 mars 1757. Le 10 février 1749, il reçoit l'incorporation du régiment de Beaujolais (1685-1762).
- Régiment de Traisnel (1742-1757)
- de 1742 à 1757

- Régiment de Travers 

Ce régiment grison est levé le 1er juin 1734 par Jean Victor baron de Travers d'Orstenstein. Il sert pendant la guerre de Succession de Pologne et la guerre de Succession d'Autriche. Il prend le nom de régiment de Salis-Soglio après avoir été donné le 10 juillet 1744 à Jean Gaudens de Salis-Soglio.

Régiment de Travers
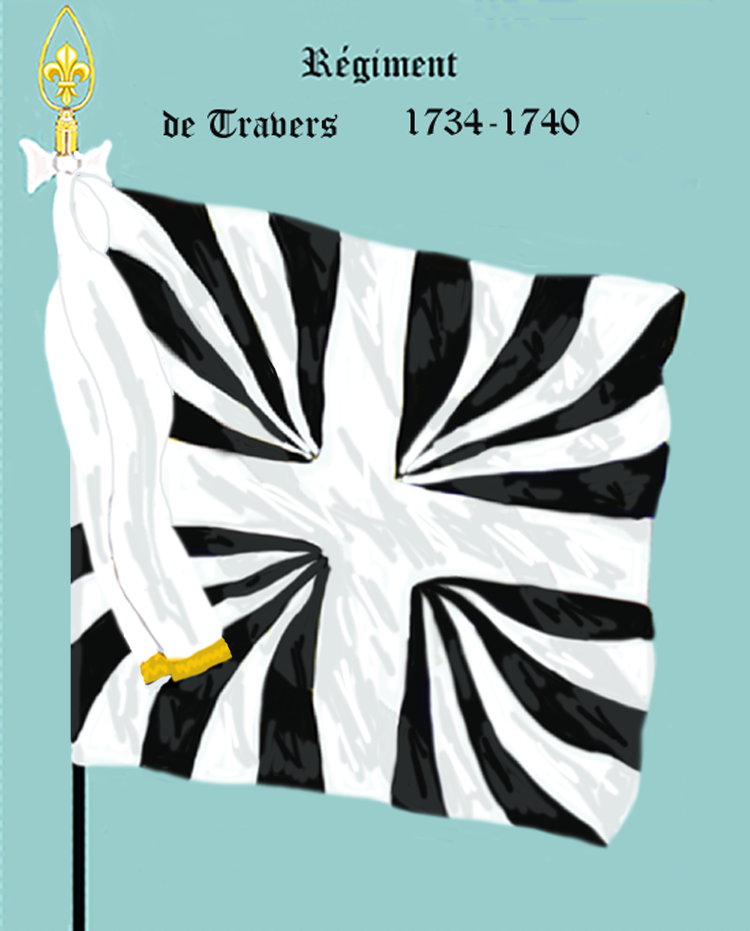
de 1734 à 1740

- Régiment de Trécesson (1695-1698)

Ce régiment est créé le 11 novembre 1695 et formé le 23 décembre 1695 du bataillon de Seignan du régiment de Guiche, pour Gilles de Carné, marquis de Trécesson. Engagé dans la guerre de la Ligue d'Augsbourg, il est employé à l'armée de Flandre. Il est réformé le 19 juillet 1698, après le traité de Ryswick.
- Régiment de Trécesson

Ce régiment est levé le 25 juillet 1702 par Gilles de Carné, marquis de Trécesson. Engagé dans la guerre de Succession d'Espagne, il sert à l'armée du Rhin, participe au siège de Brisach en 1703, puis il reste en garnison à Brisach jusqu'à la paix. Il est licencié le 3 février 1715.
- Régiment de Trefferd 

C'est l'ancien régiment de Nassau (1707-1709), qui est renommé « régiment de Trefferd » après avoir été donné en 1709 à N. de Trefferd. Engagé dans la guerre de Succession d'Espagne, il prend le nom de régiment d'Uhland après avoir été donné en 1711 à N. d'Uhland.
- Régiment de Tremblecourt 

Ce régiment lorrain est levé en janvier 1589, dans le cadre de la huitième guerre de Religion, pour la ligue par Louis de Beauveau de Tremblecourt. En 1589, il participe à la défense de Pontoise. Battu près de Noyon en 1591 le régiment prend le parti du roi, Henri IV en 1595 et se trouve à la prise et défense de Vesoul contre les Espagnols. Le régiment est licencié le 6 mai 1598 après la paix de Vervins.
- Régiment de Trémont

Ce régiment est levé en Bourgogne le 21 mai 1620, par N. de Trémont dans le cadre des Rébellions huguenotes. Il sert en Languedoc et en Savoie. Le mestre de camp meurt en 1625 et a pour successeur Jacques du Blé, marquis d'Huxelles prenant le nom de régiment d'Huxelles
- Régiment de Treuzail 

C'est un régiment ligueur, formé en janvier 1589, dans le cadre de la huitième guerre de Religion, par N. de Treuzail. En 1590, il participe à la bataille d'Ivry puis il est licencié la même année.
- Régiment de Trigny-Marivaut

Ce régiment est levé le 2 avril 1590, dans le cadre de la huitième guerre de Religion, par N. de Trigny-Marivaut. En 1590 le régiment participe à la reprise de Corbeil et est licencié en 1591.
- Troupes de la Compagnie des Indes

Voir Compagnie des Indes
- Régiment de Troyes

C'est un régiment provincial qui est créé par ordonnance du 4 août 1771, en remplacement des milices provinciales. Ce régiment est formé des bataillons de Troyes et de Chaumont sous le commandement du marquis François Louis des Réaulx. Le régiment est supprimé par ordonnance du 15 décembre 1775 qui fait disparaître les troupes provinciales.
- Régiment de Tschudy (1557-1557) 

Ce régiment suisse qui est levé en 1557, pour la onzième guerre d'Italie, par Jost de Tschudy, de Glaris, pour l'armée de Picardie, est renvoyé la même année.
- Régiment de Tschudy (1737-1740) 

C'est l'ancien régiment de Burky, qui est renommé « régiment de Tschudy » en 1737 et qui prend le nom de régiment de Vigier (1740-1756) le 16 mai 1740.

Régiment de Tschudy (1737-1740)
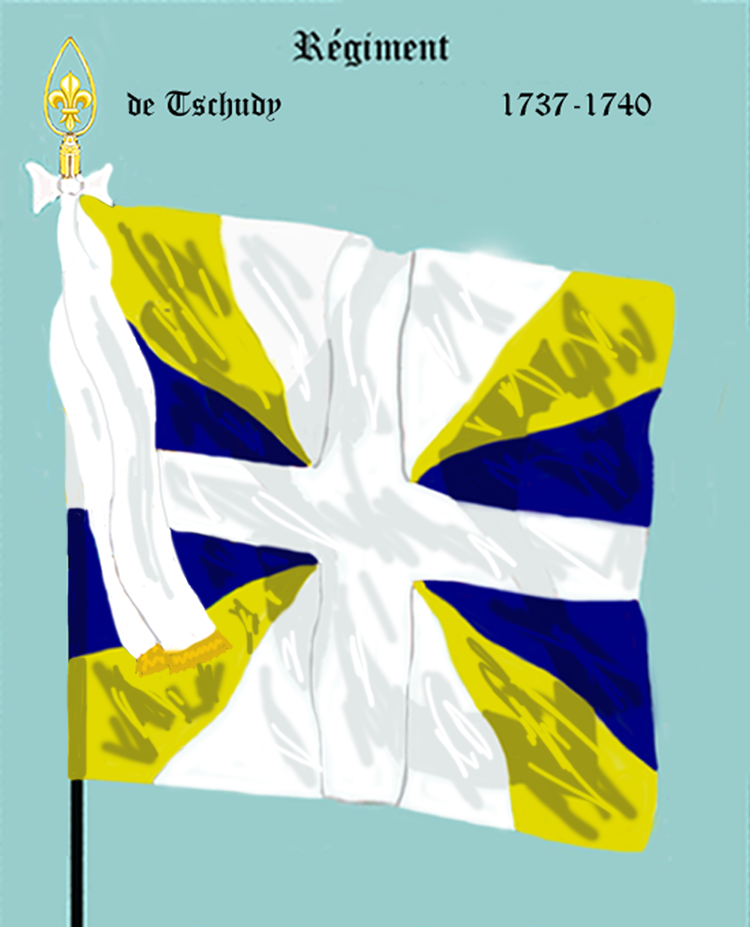
de 1737 à 1740

- Régiment de Tugginer 

Ce régiment suisse est formé le 12 novembre 1573, pour la garde du roi de France, Henri III et sous le commandement de Guillaume Tugginer, de Soleure, avec les quatre compagnies conservées des régiments de Heid et de Krafft. En 1577, il est au siège de Brouage. Congédié, faute d'argent, le 20 avril 1579, il est rappelé en septembre 1587 et est de nouveau congédié en décembre 1587.
- Régiment de Turbilly

Le régiment est levé le 7 mai 1702 par Louis-Philippe de Menou, marquis de Turbilly. Engagé dans la guerre de Succession d'Espagne il est affecté à l'armée de Flandre puis il passe sur la Moselle en 1705. Il participe à l'expédition du maréchal de Villars en 1706 et termine la guerre sur le Rhin. Il est incorporé le 20 septembre 1714 dans le régiment de Tallard.
- Régiment de Turenne

Ce régiment est levé 17 janvier 1625 par Henri de La Tour d'Auvergne, vicomte de Turenne dans le cadre de la guerre de Trente Ans. Il prend le nom de régiment de Maine en 1675.

Régiment de Turenne
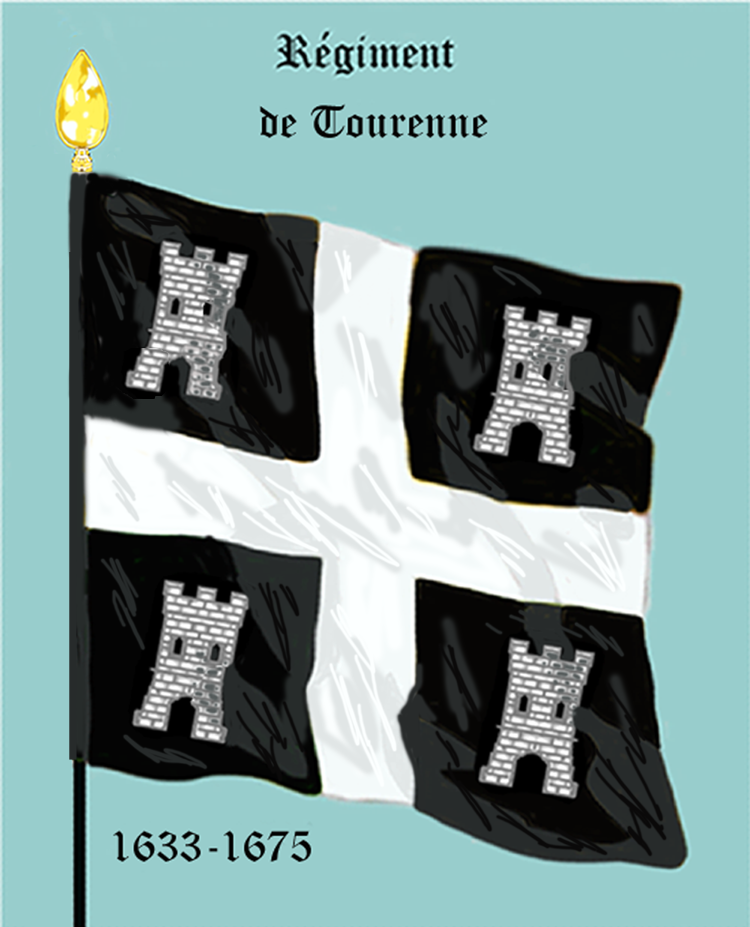
de 1633 à 1675

- Régiment de Turin

Ce régiment est levé, sous ce titre, le 20 mars 1646, par le maréchal du Plessis-Praslin pour tenir garnison à Turin. Il est licencié le 29 janvier 1657.